# 糸井站
糸井站（日语：／ Itoi eki */?）是北海道旅客鐵道室蘭本線的一個鐵路車站，位於苫小牧市，是部份區間車的終點站，現時只停靠普通列車。
名稱源自阿伊努語的「koy-tuye」或「koy-tuye-i」，意思為波浪浸蝕的地方。

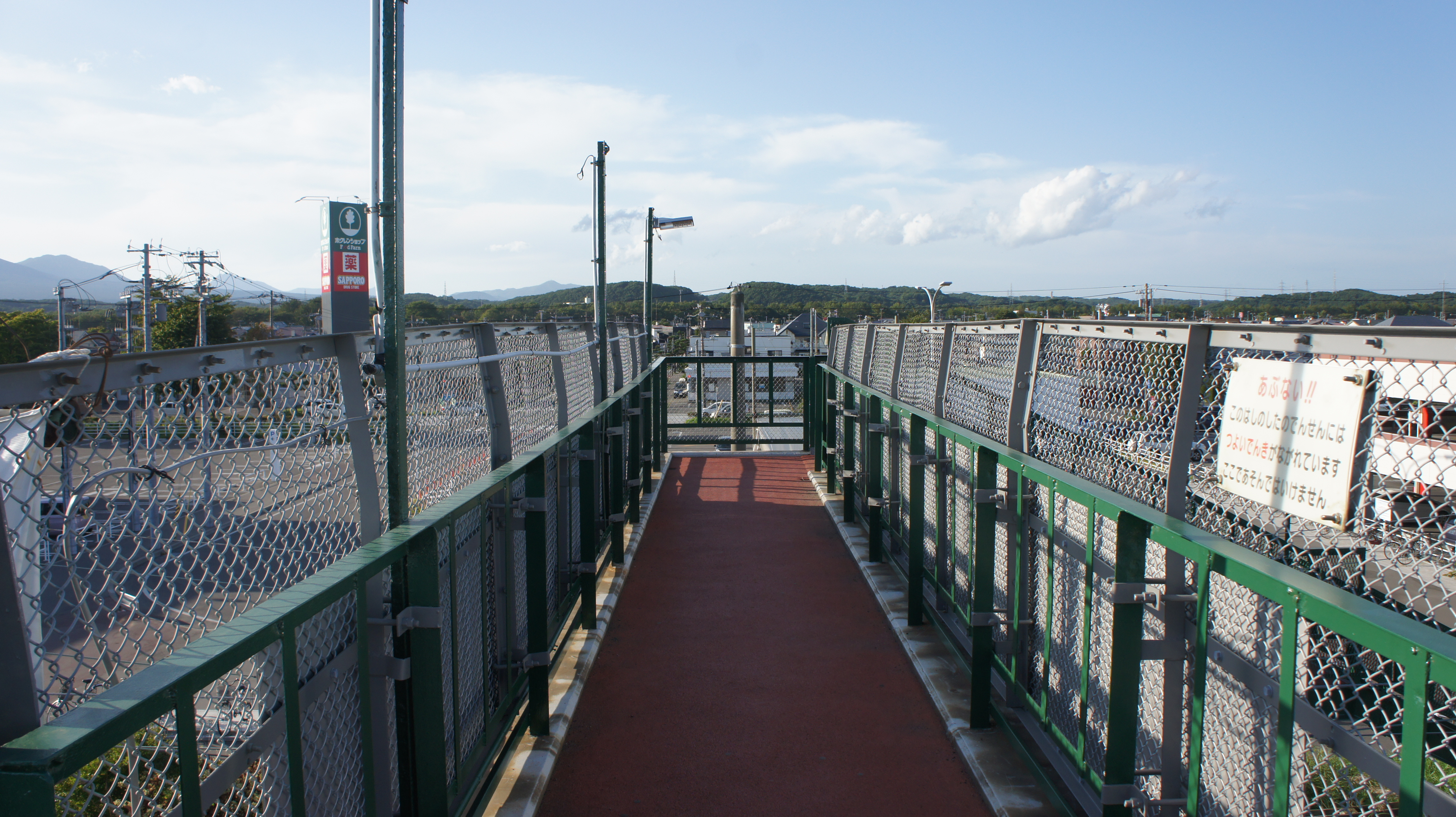
天橋（2017年9月）

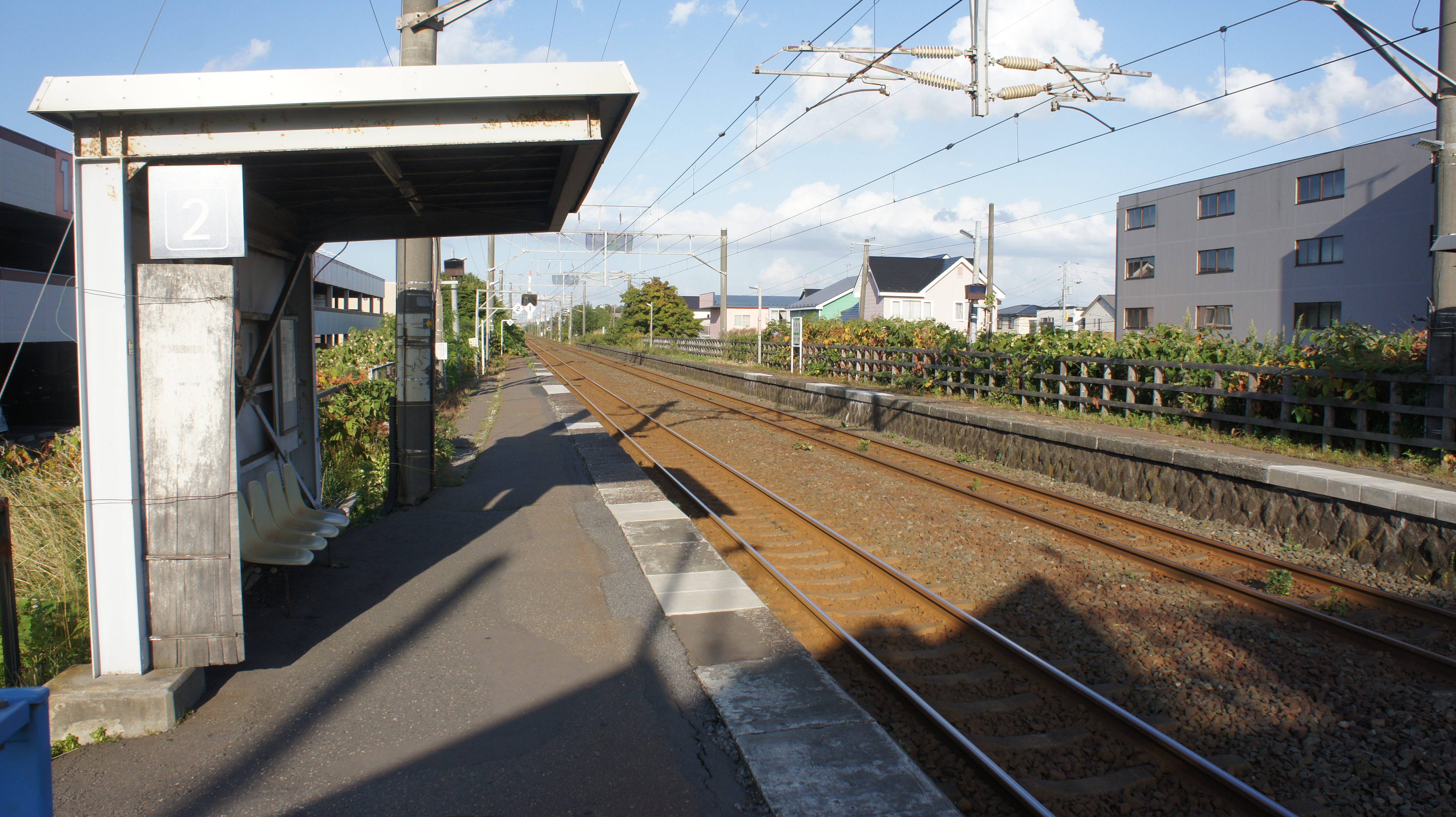
月台（2017年9月）

## 車站結構

### 站房
以磚建成的單層站舍，中央為玄關口、開放式檢票口及候車大堂，中央位置並放置了數張候車座椅及冬天取暖用的炭爐；左側為站務室，現時由苫小牧站委託非JR員工於日間時段駐守，售賣近距離的乘車劵及與苫小牧站間的回數劵，原員工留宿空間則用作儲物用途；右側設有洗手間2間，屬於後期加建的部份。另設有行人天橋連接南口站房、月台及北口（簡易式出口）。
由於站房與月台並不是連在一起，因此當離開開放式閘口後，都先經過一小段行人路，往下行方向的會由行人天橋橫過至對面月台；上行方向則繼續前行至月台為止。

### 月台
設有側式月台2個，提供2面2線的配置，月台長度達160米，即有效長度為8輛，但現時只用近站房方向的3輛長度月台，其餘部份則早已長滿了雜草，令該部份的月台異常狹窄。由於車站前後沒有設置轉轍器，所有以本站為終點站的上行區間車，到站清客後會繼續行駛至鄰站錦岡站的避線路軌後才折返。而各月台上除建有一個小型的有蓋候車停外，並沒有其他的設施。
| 月台 | 路線       | 方向 | 目的地                 |
| ---- | ---------- | ---- | ---------------------- |
| 1    | ■ 室蘭本線 | 上行 | 萩野、東室蘭、室蘭方向 |
| 2    | ■ 室蘭本線 | 下行 | 苫小牧、追分、札幌方向 |

## 歷史
- 1917年6月1日：以「小糸魚信號所」名義新設。
- 1951年3月10日：開設提供客運服務，但等級仍然為信號場。
- 1956年4月1日：昇格為車站，改稱「糸井站」。貨物提取服務開始。
- 1980年5月15日：貨物提取服務終止。
- 1987年4月1日：國鐵分割民營化，車站由JR北海道繼承。

## 相鄰車站
北海道旅客鐵道
■ 室蘭本線
■特急「北斗」、「鈴蘭」
通過
■普通
錦岡（H21）－糸井（H20）－青葉（H19）

## 外部連結
- JR北海道糸井站網頁。 （页面存档备份，存于）（日語）